# مطار أديس أبابا بولي الدولي
مطار أديس أبابا بول الدولي (بالأمهرية: አዲስ አበባ ቦሌ ዓለም አቀፍ አየር ማረፊያ)(إياتا: ADD، إيكاو: HAAB) هو مطار يخدم مدينة أديس أبابا عاصمة إثيوبيا، ويعتبر مركز العمليات الرئيسي لشركة الخطوط الجوية الإثيوبية.
يتكون المطار من محطتين جويتين، المحطة الجوية 1 مخصصة للرحلات الداخلية والإقليمية، والمحطة الجوية 2 مخصصة للرحلات الدولية.

## تاريخ
في 2003، افتُتحت المحطة الجوية الجديدة بالمطار، وأصبح بذالك واحداً من أكبر مطارات إفريقيا، حيث وصلت تكلفة بناء هذه المحطة الجوية 130 مليون دولار. وفي 2006، افتتحت محطة جديدة خاصة بالشحن.
في 2010، أعلنت الحكومة عن مشروع جديد تبلغ تكلفته 27.9 مليون دولار لزيادة توسيع المطار، مشروع من خلاله سيتم زيادة مساحة وقوف الطائرات من 19 إلى 44.

خريطة تُبين الدول التي يمكن السفر إليها من مطار أديس أبابا بول الدولي

## شركات الطيران والوجهات

### الركاب
| شركـات طيـران           | الوجهات |
| ----------------------- | --- |
| Air Djibouti            | مطار جيبوتي الدولي |
| بدر للطيران             | مطار الخرطوم الدولي |
| مصر للطيران             | مطار القاهرة الدولي |
| طيران الإمارات          | مطار دبي الدولي |
| الخطوط الجوية الإريترية | مطار أسمرة الدولي، مطار عصب الدولي |
| الخطوط الجوية الإثيوبية | مطار أبيدجان الدولي، مطار نامدي أزيكيوي الدولي، مطار كوتوكا الدولي، مطار الملكة علياء الدولي، مطار إيفاتو الدولي، Arba Minch، مطار أسمرة الدولي، Asosa، مطار أثينا الدولي، مطار هارتسفيلد جاكسون،1 Awasa، Axum، Bahir Dar، مطار البحرين الدولي، مطار باماكو موديبو كيتا الدولي، مطار كيمبيغودا الدولي، مطار سوفارنابومي الدولي، مطار بكين العاصمة الدولي، Beira، مطار بيروت رفيق الحريري الدولي، Blantyre، مطار بوصاصو، مطار مايا مايا، مطار بروكسل الدولي، مطار الوزير بيستارينيي الدولي، مطار بوجومبورا الدولي، مطار جوشوا مقابوكو نكومو الدولي، مطار القاهرة الدولي، مطار كيب تاون، مطار جينغديو الجديد، مطار تشيناي الدولي، مطار أوهير الدولي1، مطار كوناكري الدولي، مطار كوتونو، مطار كوبنهاغن، مطار بليز دياغني الدولي، مطار الملك فهد الدولي، مطار جوليوس نيريري، مطار انديرا غاندي الدولي، Dembidolo، Dessie، مطار دير داوا الدولي، مطار جيبوتي الدولي، مطار حمد الدولي، مطار دوالا الدولي، مطار دبي الدولي، مطار إنتيبي الدولي، Enugu، مطار فرانكفورت، مطار سير سيريتسي خاما الدولي، مطار غامبيلا، مطار غاروي، مطار جنيف الدولي، Goba، Gode، مطار غوما، Gondar، مطار قوانغتشو باييون الدولي، مطار روبرت غابريل موجابي الدولي، مطار هرجيسا الدولي، مطار هونغ كونغ الدولي، Humera، مطار إسطنبول الدولي، مطار سوكارنو هاتا الدولي، مطار الملك عبد العزيز الدولي، Jijiga، Jimma، مطار أوليفر ريجنالد تامبو، مطار جوبا، مطار مالام أمينو كانو الدولي، مطار جناح الدولي، Kebri Dahar، مطار الخرطوم الدولي، مطار كيغالي الدولي، مطار كليمنجارو الدولي، مطار ندجيلي، Kisangani، مطار كوالالمبور الدولي، مطار الكويت الدولي، مطار مورتالا محمد الدولي، Lalibela، مطار ليون مبا الدولي، مطار ليلونغوي الدولي، Livingstone، مطار لومي، مطار لندن هيثرو، مطار كواترو دي فيفيريرو، مطار لوبومباشي الدولي، مطار كينيث كاوندا الدولي، مطار سيشل الدولي، مطار مالابو، مطار مانشستر، مطار نينوي أكوينو الدولي، مطار مابوتو الدولي، مطار مارسيليا، مطار الأمير محمد بن عبد العزيز الدولي، Mek'ele، مطار مالبينسا، مطار آدم عبد الله الدولي، مطار موي الدولي، مطار الأمير سيد إبراهيم الدولي، مطار دوموديدوفو الدولي، مطار تشاتراباتي شيفاجي الدولي، مطار مسقط الدولي، مطار جومو كينياتا الدولي، مطار انجمينا الدولي، Ndola، مطار نيوآرك ليبرتي الدولي، مطار جون إف كينيدي الدولي، مطار ديوري حماني، Nosy-Be، مطار أوسلو-غاردرموين، مطار واغادوغو، مطار باريس شارل ديغول، مطار بوانت نوار، مطار الملك خالد الدولي، مطار ليوناردو دا فينشي، مطار غواروليوس الدولي، Semera، مطار إنتشون الدولي، مطار شانغهاي بودنغ الدولي، Shire، مطار شانغي سنغافورة، مطار ستوكهولم أرلاندا، مطار بن غوريون الدولي، مطار ناريتا الدولي، مطار تورونتو بيرسون الدولي، مطار شلالات فيكتوريا، مطار فيينا الدولي، مطار واشنطن دولس الدولي1، مطار ويندهوك الدولي، مطار ياوندي، مطار عبيد أماني كرومي الدولي، مطار زيورخ الدولي |
| فلاي دبي                | مطار دبي الدولي |
| طيران الجزيرة           | مطار الكويت الدولي |
| Jettime                 | مطار الخرطوم الدولي |
| الخطوط الجوية الكينية   | مطار جومو كينياتا الدولي |
| الخطوط الجوية الكويتية  | مطار الكويت الدولي |
| الخطوط الجوية القطرية   | مطار حمد الدولي |
| الخطوط الملكية المغربية | مطار محمد الخامس الدولي |
| الخطوط الجوية الرواندية | مطار كيغالي الدولي |
| الخطوط السعودية         | مطار الملك عبد العزيز الدولي، مطار الملك خالد الدولي |
| الخطوط الجوية السودانية | مطار الخرطوم الدولي |
| الخطوط الجوية التركية   | مطار إسطنبول الدولي |
| الخطوط الجوية اليمنية   | مطار عدن الدولي |

### الشحن
| شركـات طيـران           | الوجهات | Refs   |
| ----------------------- | --- | ------ |
| الإمارات للشحن الجوي    | مطار آل مكتوم الدولي | [ 20 ] |
| الخطوط الجوية الإثيوبية | مطار كوتوكا الدولي، مطار سردار فالابهبهاي باتل الدولي، مطار إيفاتو الدولي، مطار كيمبيغودا الدولي، مطار بيروت رفيق الحريري الدولي، مطار إلدورادو الدولي، مطار مايا مايا، مطار بروكسل الدولي، مطار بوجومبورا الدولي، مطار القاهرة الدولي، مطار تشيناي الدولي، مطار تشونغتشينغ جيانغبى الدولي، مطار كوبنهاغن، مطار انديرا غاندي الدولي، مطار شاه جلال الدولي، مطار جيبوتي الدولي، مطار دبي الدولي، Enugu، مطار قوانغتشو باييون الدولي، مطار نوي باي الدولي، مطار هونغ كونغ الدولي، مطار راجيف غاندي الدولي، مطار سوكارنو هاتا الدولي، مطار الملك عبد العزيز الدولي، مطار أوليفر ريجنالد تامبو، مطار الخرطوم الدولي، مطار كيغالي الدولي، مطار ندجيلي، مطار مورتالا محمد الدولي، مطار لييج، مطار لندن هيثرو، مطار لوكسمبورغ، مطار ماستريخت آخن، مطار بينيتو خواريز الدولي، مطار ميامي الدولي، مطار مالبينسا، مطار تشاتراباتي شيفاجي الدولي، مطار نانجينغ الدولي، مطار بوانت نوار، مطار أرتورو ميرينو بينيتيز الدولي، مطار غواروليوس الدولي، مطار أورومتشي الدولي، مطار سرقسطة | [ 27 ] |
| الخطوط السعودية للشحن   | مطار الملك عبد العزيز الدولي | [ 28 ] |
| الخطوط الجوية التركية   | مطار إسطنبول الدولي | [ 29 ] |